# 松前城 (伊予国)
松前城（まさきじょう）は、伊予国伊予郡（愛媛県伊予郡松前町）にあった日本の城。

## 概要
築城年月など起源は不明であるが、平安時代初期には存在したと考えられている。
南北朝時代には、合田貞遠、大森彦七らが城主になった。戦国時代には河野氏の拠点の一つであったが、天正13年（1585年）豊臣秀吉の四国征伐で、河野通直は敗れ、松前城は粟野秀用が城主となった。しかし、粟野秀用は、豊臣秀次事件に連座し除封された。
文禄4年（1595年）、加藤嘉明が伊予国に入り城主となり松前城を改修した。
慶長5年（1600年）関ヶ原の戦いでは、加藤嘉明は、東軍に従い城を留守としていたが、西軍の毛利軍と、河野氏の残党が松前城を襲ったが、佃十成らが撃退した（三津浜夜襲）。
戦後、慶長8年（1603年）に嘉明は、松山城に移ったため、城は廃城となった。

## 遺構
松前城の龍燈の松が植えられていた場所を「松前城跡」としている。1925年（大正14年）に建立された碑には秋山好古の題額が取り付けられている。